# 中华人民共和国学科分类
中华人民共和国学科分类指以国家标准为形式发布的学科分类方式及名称提法，主要有以下三种：
- 《学科分类与代码》：由国家技术监督局于1992年11月1日发布，共设五个门类（自然科学、农业科学、医药科学、工程与技术科学、人文与社会科学）、58个一级学科、573个二级学科、近6000个三级学科。
- 《授予博士、硕士学位和培养研究生的学科、专业目录》：由国务院学位委员会和国家教育委员会（现在的教育部）在1990年10月联合发布，并于1997年发布修改版，包括12大学科门类，89个一级学科，386个二级学科。2011年，新的《学位授予和人才培养学科目录（2011年）》由国务院学位委员会、教育部公布了。在文学门类下“蛰伏”多年的艺术学独立门户，升级为门类，成为哲学、经济学、法学、教育学、文学、历史学、理学、工学、农学、医学、军事学、管理学之后的第13大类学科。一级学科由89个增加到110个。这是中国27年来第四次更新学科专业目录。
- 《普通高等学校本科专业目录》：由国家教育委员会于1993年首次颁布，1998年、2012年重新修订，包括12个学科门类，92个专业类，506种专业。[1]

其中，《学科分类与代码》是依据学科研究对象、研究特征、研究方法、学科的派生来源、研究目的、目标等五个方面对学科进行分类；而后两个分类则是对高校人才培养、教师教学、科研业务隶属范围的相对界定。

## 相关分类
- 理学的一级学科有：数学、物理学、化学、天文学、地理学、大气科学、海洋科学、地球物理学、生物学、地质学、系统科学、科学技术史、生态学、统计学（可授理学、经济学学位）
- 历史学的一级学科有：考古学、中国史、世界史。
- 工学又被称为工程学，根据中华人民共和国教育部的定义，其下属的一级学科有：力学（可授理学、工学学位）、机械工程、光学工程、仪器科学与技术、材料科学与工程、冶金工程、动力工程及工程热物理、电气工程、电子科学与技术、信息与通信工程、控制科学与工程、计算机科学与技术、建筑学、土木工程、水利工程、测绘科学与技术、化学工程与技术、地质资源与地质工程、矿业工程、石油与天然气工程、纺织科学与工程、轻工技术与工程、交通运输工程、船舶与海洋工程、航空宇航科学与技术、兵器科学与技术、核科学与技术、农业工程、林业工程、环境科学与工程、生物医学工程、食品科学与工程、城乡规划学、风景园林学（可授工学、农学学位）、软件工程、生物工程、安全科学与工程、公安技术。
- 农学下属的一级学科有：作物学、园艺学、农业资源利用、植物保护、畜牧学、兽医学、林学、水产、草学。
- 医学下属的一级学科有：基础医学、临床医学、口腔医学、公共卫生与预防医学、中医学、中西医结合、药学、中药学、特种医学、医学技术（可授医学、理学学位）、护理学。
- 军事学的一级学科有：军事思想、军事制度、军事装备、后勤、军队指挥、军事训练、战略、战术、军事史、军队政治工作、战爭学。
- 管理学门类增加至9个：管理科学与工程类、工商管理类、农业经济管理类、公共管理类、图书情报与档案管理类、物流管理与工程类、工业工程类、电子商务类、旅游管理类。
- 哲学下属的一级学科有：哲学。
- 经济学下属的一级学科有：理论经济学、应用经济学。
- 法学的一级学科有：法学、政治学、社会学、民族学、马克思主义理论、公安学。
- 教育学下属的一级学科有：教育学、心理学（可授教育学、理学学位）、体育学。
- 文学下属的一级学科有：中国语言文学、外国语言文学、新闻传播学。
- 艺术学下属的一级学科有：艺术学理论、音乐与舞蹈学、戏剧与影视学、美术学、设计学。